# Diachronie (Geologie)

Beispiel für diachrone Ablagerung von unterschiedlichen Sedimenten bei einer Transgression (oben) oder Regression (unten) des Meeres.

Diachronie oder Diachronizität (altgriechisch διά dia, deutsch ‚durch, hindurch‘ und altgriechisch χρόνος chrónos, deutsch ‚Zeit‘) beschreibt in der Geologie, dass die Grenzfläche zweier sedimentärer lithostratigraphischer Einheiten (identifizierbare Gesteinspakete) nicht im gesamten Verbreitungsgebiet das gleiche geologische Alter hat, sondern die Schichtgrenze „zeitschräg“ – diachron verläuft.

## Auftreten von Diachronien
Zum Beispiel die Ablagerung eines konkreten, über größere Entfernungen identifizierbaren und unter vergleichbaren Bedingungen (Fazies) entstehenden Sediments begann an einem Ablagerungsort etwas früher als an einem anderen und damit seitlich (lateral) unterschiedlich. Dies ist in der Regel der Fall, wenn zum Beispiel Flüsse allmählich ein Flachmeer mit Sand und Kies zuschütten oder eine geneigte Landoberfläche allmählich ins Meer eintaucht (Transgression) und die Ablagerung von Kalkstein an den tiefstgelegenen Stellen damit früher beginnt als an den erst später überfluteten höheren Stellen. Der umgekehrte Fall kann zum Ende dieser Ablagerung eintreten, wenn zum Beispiel ein Flachmeer durch Tektonik angehoben wird und der Meeresboden mit langsam meerwärts wandernder Küstenlinie zu Land wird (Regression).
Kommt es mit der Zeit zu mehrfachem Wechsel unterschiedlicher sedimentärer Prozesse („hin und her“), so spricht man von einer seitlichen (lateralen) Verzahnung von Gesteinsschichten.
Diachrone Einheiten sind daher nicht zur internationalen Festlegung chronostratigraphischer Einheiten geeignet, weil sie keine eindeutigen Zeitpunkte definieren.
Im Gegensatz dazu beginnen manche Einheiten isochron (altgriechisch ἴσος ísos, deutsch ‚gleich‘), also tatsächlich zum gleichen Zeitpunkt, sie bilden daher eine lateral eindeutige Grenze. Dies ist beispielsweise bei größeren Meteoriteneinschlägen der Fall, deren Auswurfmaterial meist weltweit verfolgbare Schichtgrenzen markiert. Isochrone Grenzflächen haben sich in der modernen Stratigraphie mittlerweile zur weltweit zeitlich eindeutigen Festlegung von Einheiten etabliert, während diachrone vermieden werden sollten.

## Beispiele für diachrone Schichtgrenzen
- Rotliegend-Basis (Oberkarbon)
- Zechstein-Basis (Oberperm)
- Buntsandstein-Basis (Untertrias)
- Basis des Oberen Keuper (Obertrias)
- Ruhpoldinger Wende (Oberjura)